# Зоопарк Оклахома-Сити
Зоопарк Оклахома-Сити — один из крупнейших зоопарков Соединённых Штатов Америки находится в Оклахома-Сити, штат Оклахома. Занимает площадь 45 га. Является членом двух международных союзов: ААМ (Американский альянс музеев), WAZA (Международная ассоциация зоопарков и аквариумов).

## История

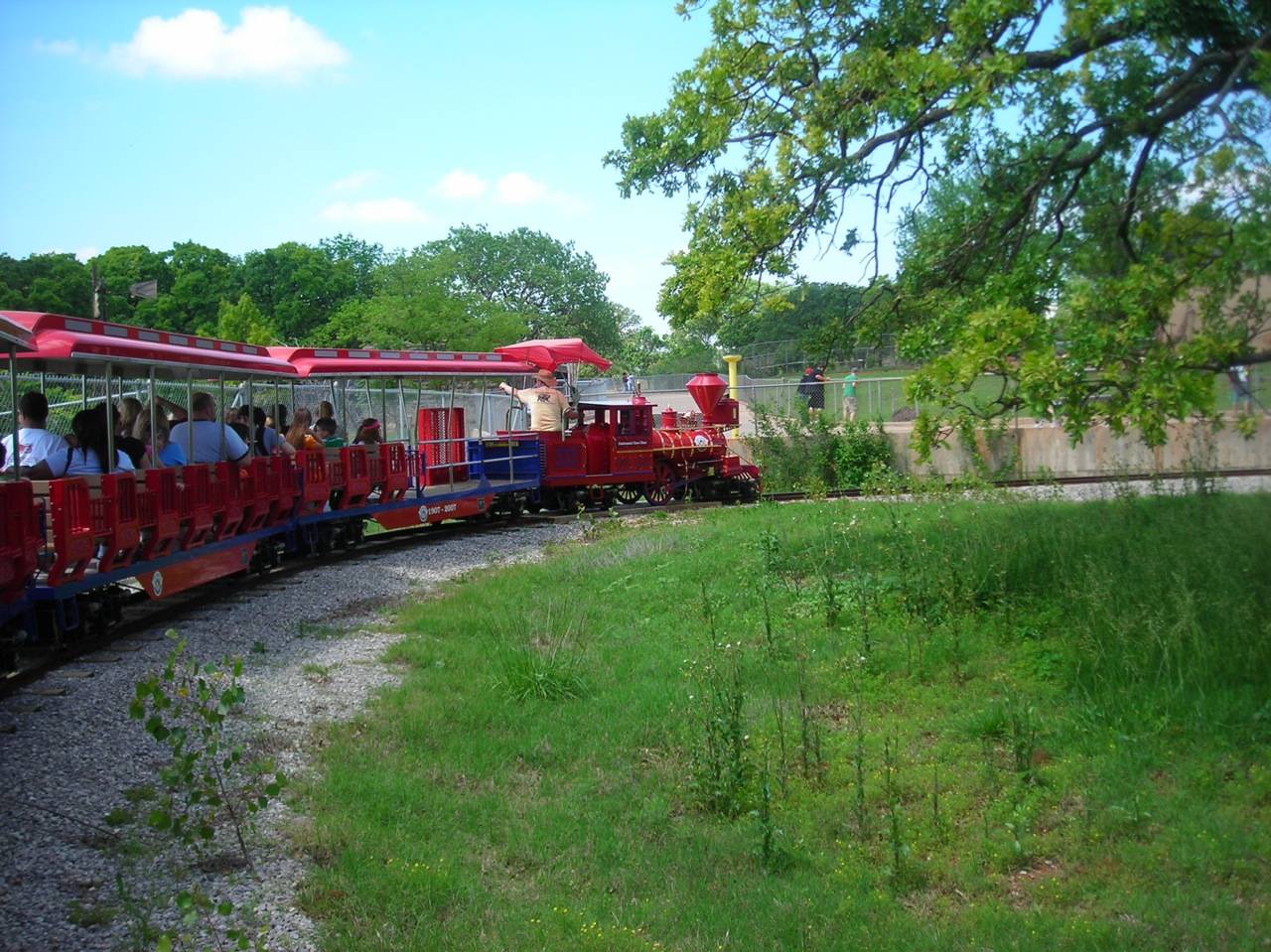
Железная дорога

Зоопарк в Оклахома-Сити открылся в 1904 году с несколькими животными в парке Уиллер. Вскоре это место оказалось слишком маленьким, и после того, как территория была разрушена наводнением, зоопарк переехал в Линкольн-парк. В 1924 году пожар снова уничтожил территорию, и зоопарк был перестроен в другом месте Линкольн-парка.
Постепенно количество животных увеличивалось, и для посетителей открывались новые помещения. В 2014/2015 финансовом году зоопарк впервые посетили более миллиона гостей. Зоопарк Оклахома-Сити является членом Американского альянса музеев (AAM) и Ассоциации зоопарков и аквариумов (WAZA).

## Животный мир зоопарка
Дизайн помещений зоопарка Оклахома-Сити спроектирован так, чтобы соединить животных и растения с помощью ботанических возможностей и показать их в географически подходящих ареалах. Всего в зоопарке содержится около 1900 животных. 
В зоопарке работает специальная железная дорога, по которой посетители могут добраться до различных секций. Основные разделы зоопарка: заповедник «Азия», где обитают животные из Азии; Большой Эскейп с группами человекообразных обезьян и Кошачьим лесом/Львиным обозрением с большими представителями семейства кошачьих. В отделе "Остров жизни" в основном представлены морские птицы и рептилии. В зоопарке имеется выставочный аквариум и герпетарий. В основном там представлены животные из Северной Америки. Для юных посетителей в зоопарке создан детский зоопарк и информационно-обучающий центр.
В "Саду бабочек" выставляются и разводятся бабочки, в том числе бабочка-монарх (Danaus plexippus). Многие из этих особей выводят в зоопарке, а затем выпускают в дикую природу, в целях сбора информации о миграционном поведении бабочек. Эта территория содержит множество различных растений, которые служат пищей для бабочек и их гусениц.
В 2000 году в дельфинарии зоопарка Оклахома-Сити умер пятимесячный дельфин. Из-за того, что несколько дельфинов умерли в зоопарке из-за стрептококковой инфекции, администрация учреждения полностью отказалась от содержания дельфинов. Дельфинарий был реконструирован, и после ремонта был заполнен морскими львами.
Осенью 2020 года был открыт участок с разными видами хищных птиц. Здесь можно увидеть белоголового орлана, геральдическую птицу Соединенных Штатов, андского кондора и гарпию. Вольеры для пернатых оборудованы каменными нишами и деревьями, что дает хищным птицам возможность строить гнезда. 

## Галерея

Животные зоопарка
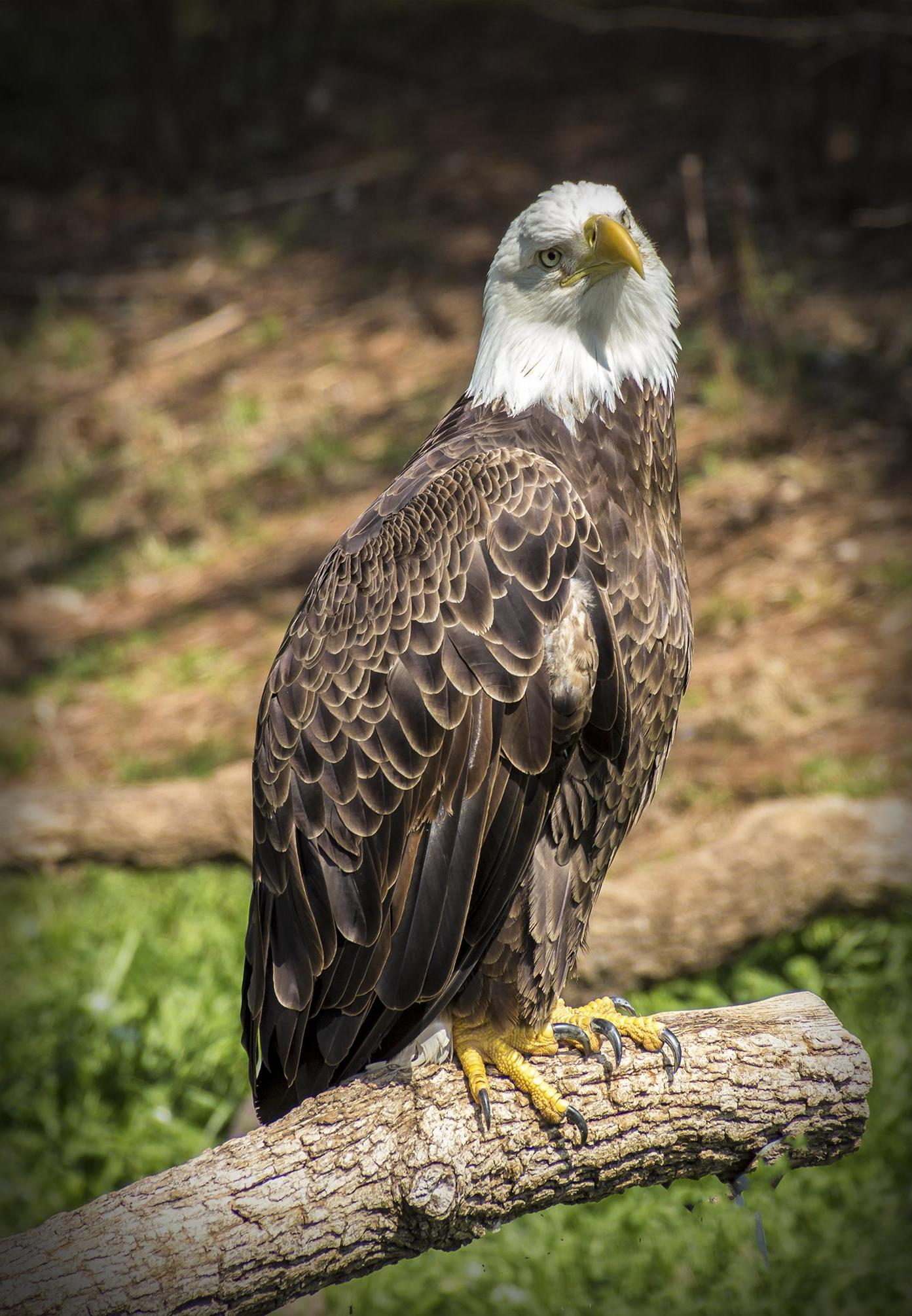
Белоголовый орлан
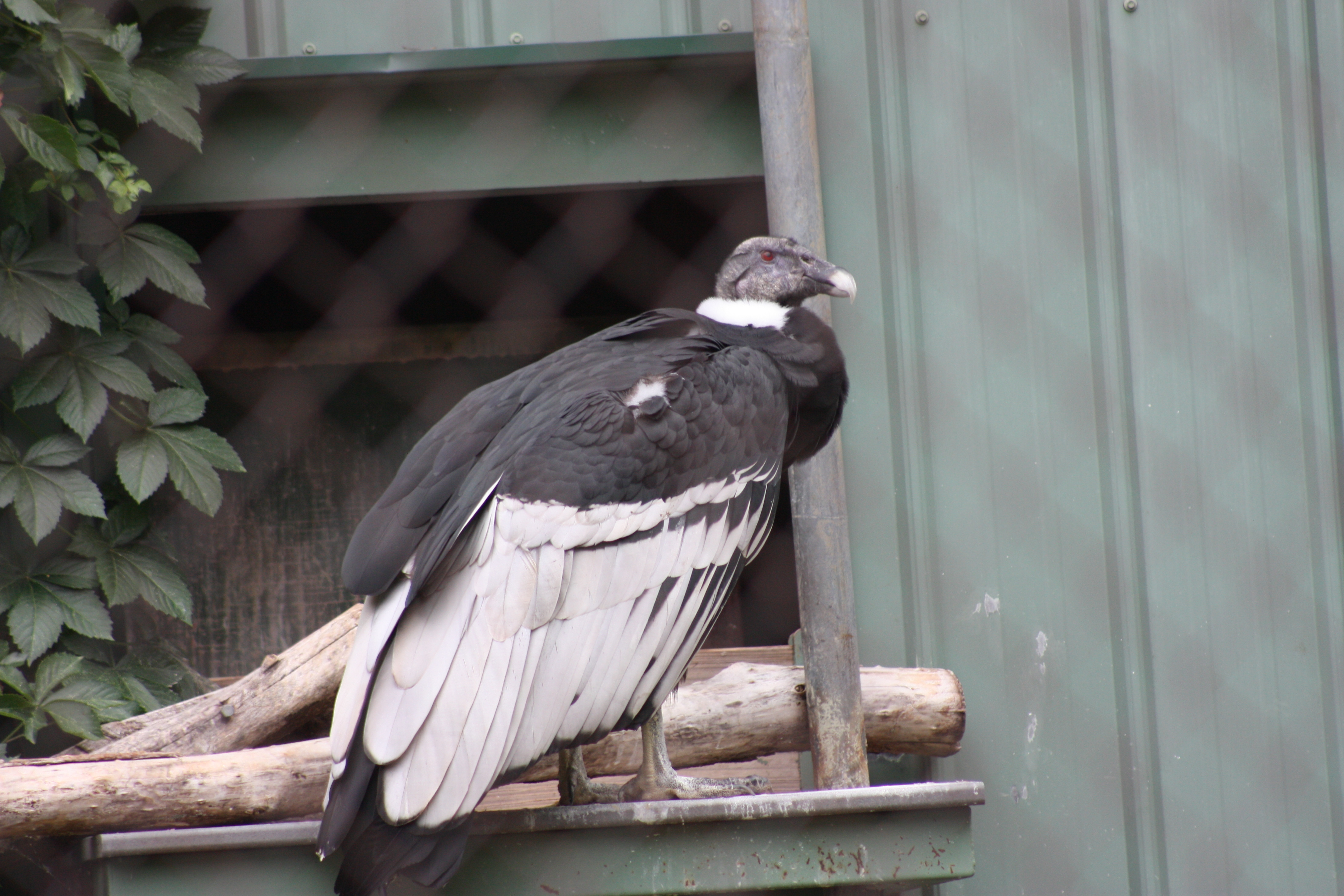
Андский кондор
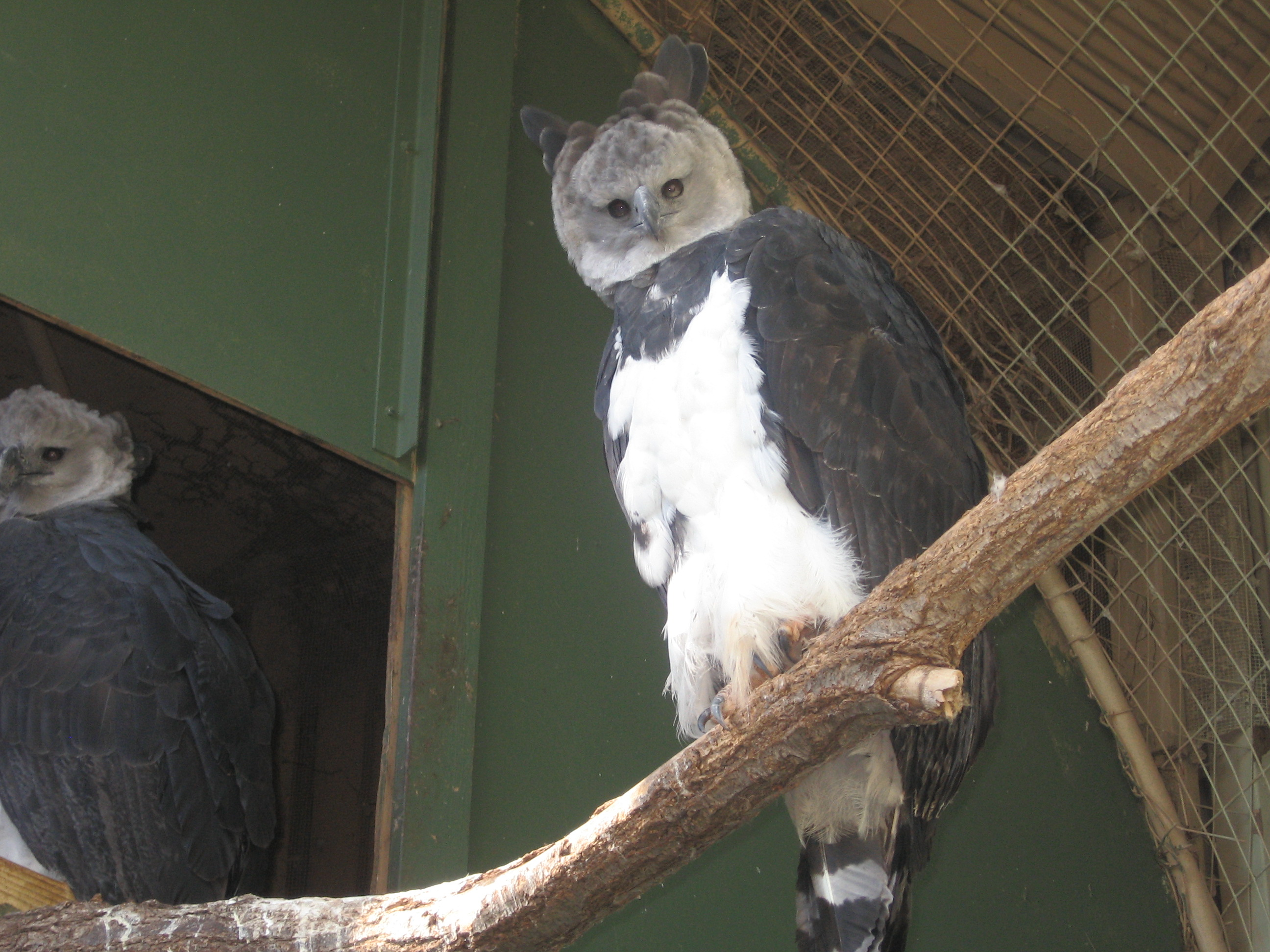
Южноамериканская гарпия
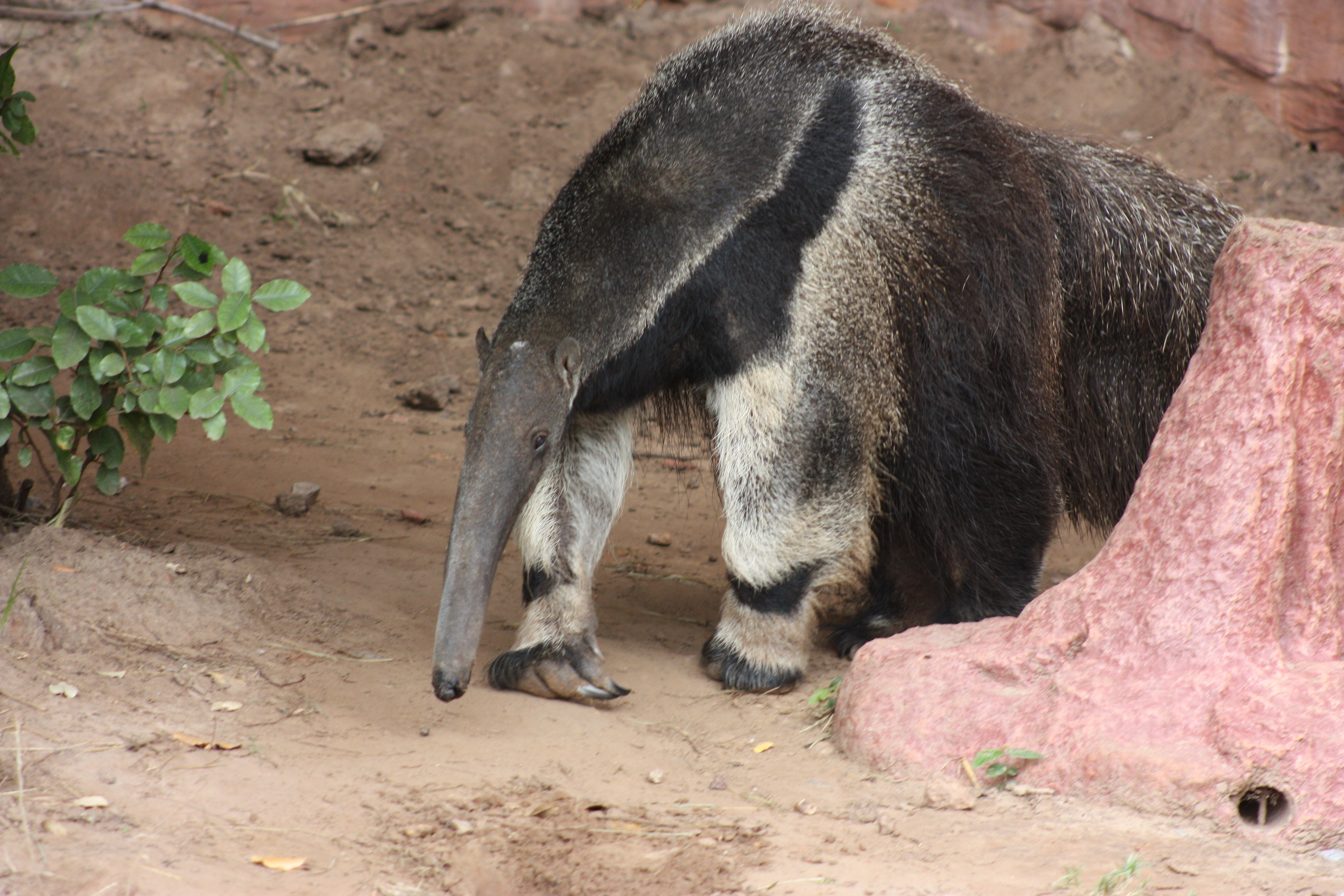
Гигантский муравьед
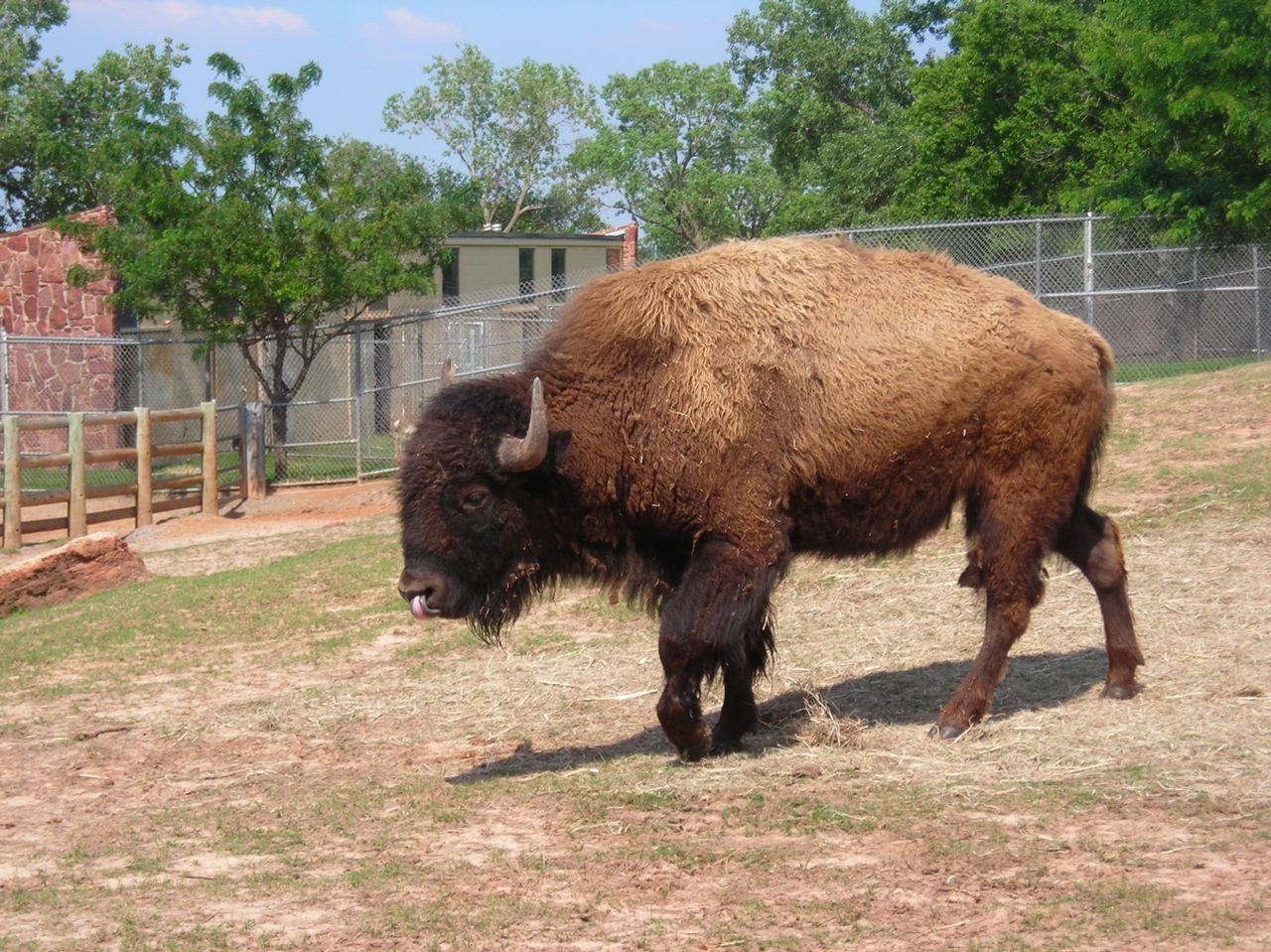
Американский бизон